# Cerveza Tijuana
Cerveza Tijuana (også kendt som TJ Beer) er et mexikansk bryggeri som befinder sig ved grænsebyen Tijuana i Baja California. Bryggeriet blev grundlagt i år 2000

## Ølmærker
- Tijuana Güera
- Tijuana Morena
- Tijuana Light

## Links
- Cerveza Tijuanas officielle hjemmesid Arkiveret 20. februar 2007 hos  Wayback Machine
- Generel info vedrørende Cerveza Tijuana Arkiveret 6. december 2008 hos  Wayback Machine